# Yolani Batres
Pour les articles homonymes, voir Batres (homonymie).
Edna Yolani Batres Cruz, née le 14 janvier 1967, à Gracias (Honduras) (Lempira), est une femme politique hondurienne. Elle devient ministre de la santé en 2014.

## Biographie
Edna Yolani Batres Cruz est née le 14 janvier 1967 à Gracias (Honduras) (Lempira). Elle devient ministre de la santé le 27 janvier 2014. Début 2016, le Honduras est en état d'urgence car il est touché par l'épidémie d'infections à virus Zika. Elle s'alarme de l'accroissement du nombre de personnes contaminées. Elle exhorte les honduriens à nettoyer leurs maisons et à supprimer les conteneurs d'eau qui servent de lieux de reproduction pour les moustiques Aedes aegypti qui peuvent transmettre le virus.